# Kanna Hashimoto
Kanna Hashimoto (橋本 環奈 Hashimoto Kan'na?,  Fukuoka, Prefectura de Fukuoka, 3 de febrero de 1999) es una idol, cantante y actriz japonesa, afiliada a Yoshimoto R&C. Hashimoto comenzó su carrera como miembro del grupo de pop femenino Rev. from DVL.

## Carrera
Cuando Hashimoto estaba en tercer año de secundaria, firmó un contrato con la agencia Active Hakata en su ciudad natal, Fukuoka. Posteriormente se convirtió en uno de los miembros del grupo de pop femenino, Rev. from DVL. En 2011, Hashimoto apareció en la película I Wish.
En 2013, Hashimoto obtuvo gran popularidad al aparecer en una foto de una presentación en vivo con Rev.from.DVL, haciéndose viral en 2canal y Twitter. Elogiada por su belleza natural, la nombraron «allende ídolo local linda», «idol más allá de lo angelical» y «talento que aparece una vez en un milenio».

## Vida personal
Hashimoto tiene un hermano gemelo y un hermano mayor cuyo año de nacimiento es 1992.

## Filmografía

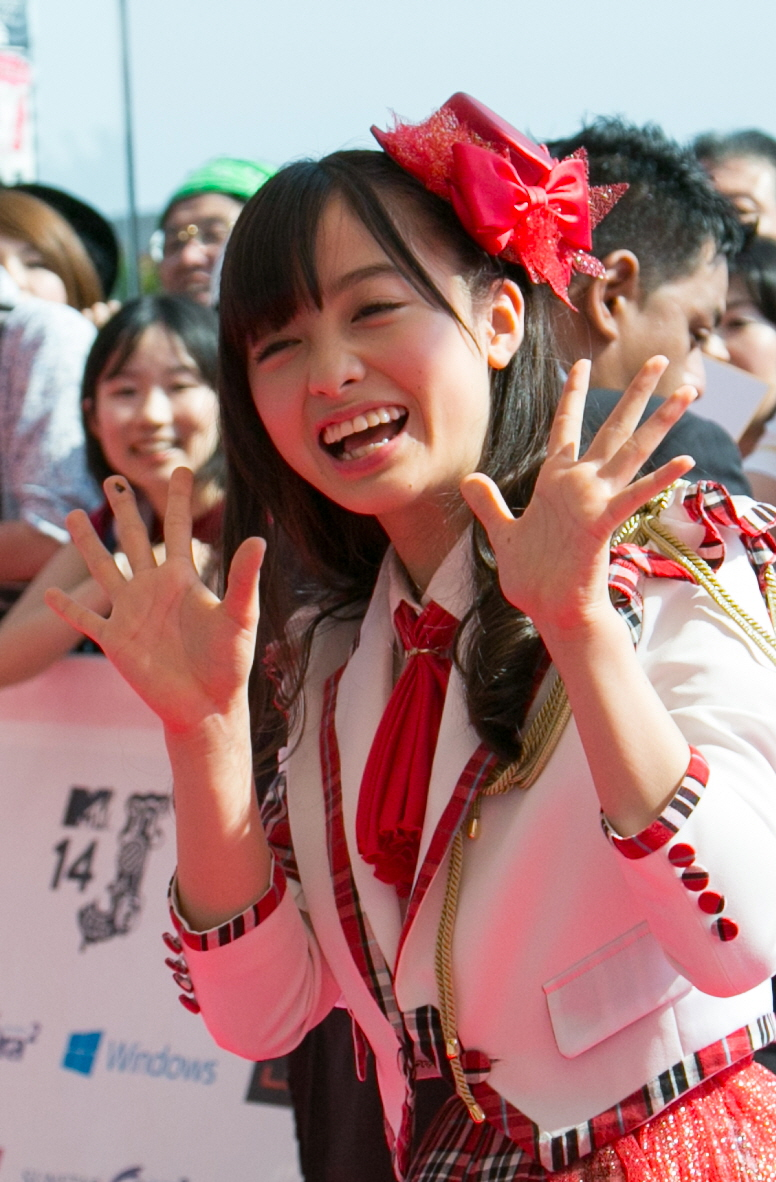
Hashimoto en los MTV Video Music Awards Japan de 2014.

### Películas
- I Wish (2011) como Kanna Hayami[5]
- Assassination Classroom (2015) como Ritsu/Autonomus Intelligence Fixed Artillery
- Sailor Suit and Machine Gun: Graduation (2016) como Izumi Hoshi
- Assassination Aula: Graduation (2016) como Ritsu
- Haruta & Chika (2017) como Chika[6]
- Gintama (2017) como Kagura
- The Disastrous Life of Saiki K. (2017) como Kokomi Teruhashi
- 12 Suicidal Teens (2019) como Ryôko
- Kingdom (2019) como He Liao Diao
- Signal 100 (2019) como Rena Kashimura
- Kaguya-sama wa Kokurasetai: Tensai-tachi no Ren'ai Zunōsen [película] (2019) como Kaguya Shinomiya.
- Yowamushi Pedal (2020) como Miki Kanzaki
- Lupin's Daughter (2021) como Mikumo Hojo
- Kingdom 2: Harukanaru Daichi e (2022) como He Liao Diao
- The Violence Action (2022) como Kei Kikuno
- Karada Sagashi (2022) como Asuka Morisaki

### Televisión
Series de televisión
- Sumiyoshi ya Monogatari: Wakuwaku ga, Ka ni Yattekuru - Sora-yaku Sumiyoshi
- Suikyū Yankees (水球ヤンキース?) (Fuji Television TV, julio 12 — 20 de septiembre de 2014) — participación especial

Espectáculos de variedad
- Minna no Seishun Nozoki mi TV Teen! Teen! (みんなの青春のぞき見TV TEEN!TEEN!?) (RKB, 21 de abril de 2014 — actualidad)

Programas educativos
- Sekai o Kaeru Mahō! Algorithmi-ko Kenkyūsho (ETV, 2015)

## Discografía

### Singles
| Años | Título                    | Posición     | Posición        | Álbum |
| Años | Título                    | Oricon Chart | Billboard Japan | Álbum |
| ---- | ------------------------- | ------------ | --------------- | ----- |
| 2016 | "Sailor Fuku to Kikanjuu" | 11           | 13              | -     |

### Videos
- "Little ~KANNA15~" (3 de febrero de 2016)

## Premios

### 2014
- Nikkei Trendy Persona del Año 2014
- 21.ª La Mejor Sonrisa del Año[10]
- Yahoo! La búsqueda Otorga 2014: Categoría de Ídolo[11]
- 26.ª Japan Jewelry Best Dresser Awards: Categoría de Adolescentes

### 2015
- La 1.ª Christmas Jewely Princess Awards: Premio Especial
- Nail Queen Awards 2015: Categoría de Artista

### 2017
- 40th Japan Academy Prize: Recién llegado del Año